# Имо
И́мо (англ. и игбо Imo) — штат на юге Нигерии. 35 по площади и 14 по населению штат Нигерии. Административный центр штата — город Оверри.

## История
Штат Имо — один из крупнейших экспортеров сырой нефти и природного газа в Нигерии. Штат образован 3 февраля 1976 года, до этого был частью непризнанного государства Биафра.
23 апреля 2022 года в результате взрыва на нелегальном нефтеперерабатывающем заводе в штате Имо погибли более 100 человек.

## Административный центр
Административно штат делится на 27 ТМУ: 
- Aboh Mbaise
- Ahiazu Mbaise
- Ehime Mbano
- Ezinihitte
- Ideato North
- Ideato South
- Ihitte/Uboma
- Ikeduru
- Isiala Mbano
- Isu
- Mbaitoli
- Ngor Okpala
- Njaba
- Nkwerre
- Nwangele
- Obowo
- Oguta
- Ohaji/Egbema
- Okigwe
- Onuimo
- Orlu
- Orsu
- Oru East
- Oru West
- Owerri Municipal
- Owerri North
- Owerri West

## Знаменитые уроженцы
- Обинна, Энтони Джон Валентин — архиепископ Оверри (Нигерия).